# Antwerpener Manieristen

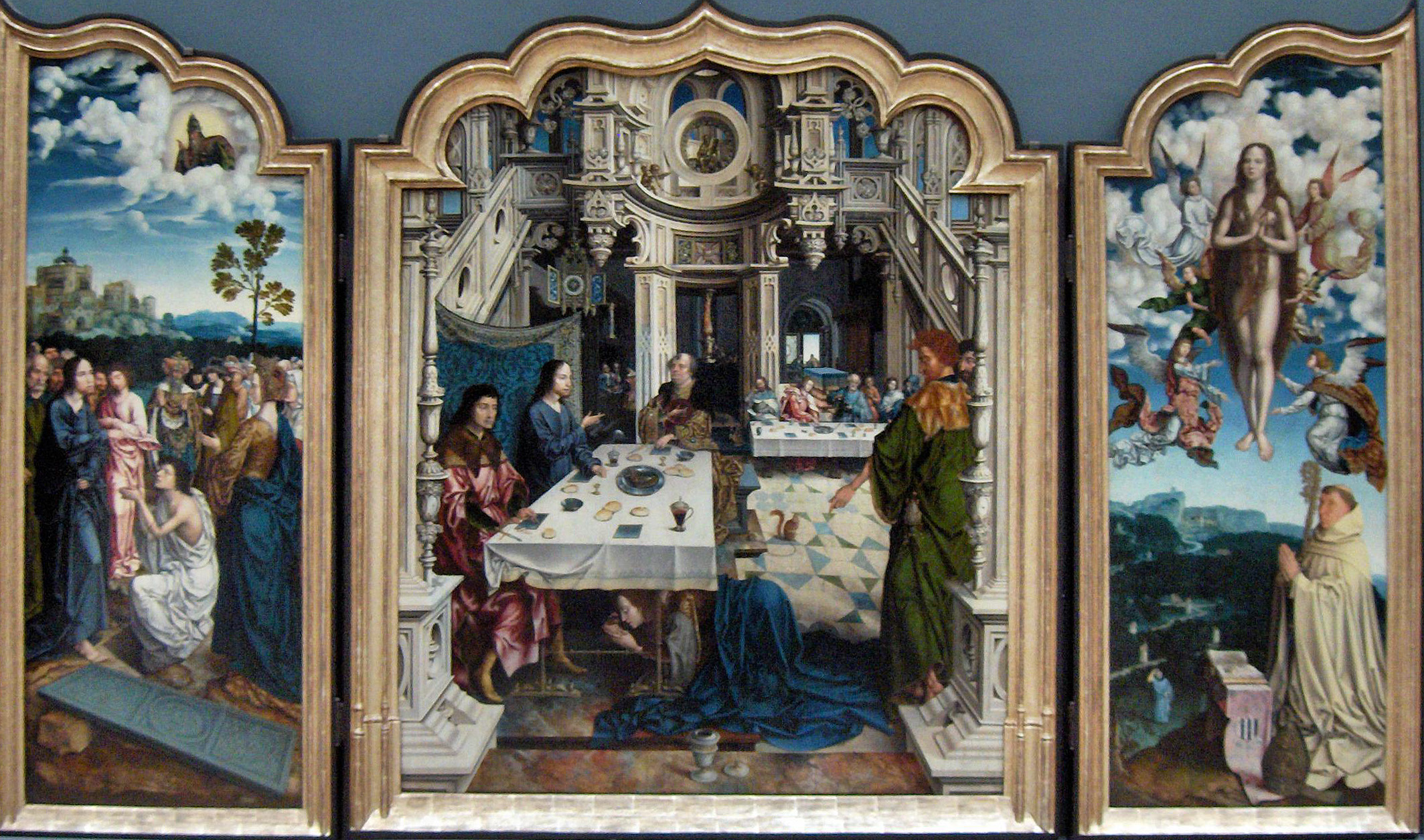
Meister von 1518: Christus im Hause des Pharisäers Simon, Öl auf Holz, 16. Jahrhundert

Die Gruppe der Antwerpener Manieristen umfasst eine nicht näher zu definierende Anzahl von Malern der Antwerpener St.-Lukas-Gilde zum Beginn des 16. Jahrhunderts. Sie gehören nicht zur Strömung des von Italien ausgehenden Manierismus, sondern sind noch der Spätgotik zuzuordnen, wenn auch im Übergang zur Renaissance.

## Namensgebung
Der wissenschaftliche Name Antwerpener Manieristen geht zurück auf Max J. Friedländer, der seit 1903 in der Vorbereitung seiner großen Publikation über die altniederländische Malerei begann, Werke in verschiedenen öffentlichen und privaten Sammlungen zu erfassen, und stilistisch in Zusammenhang zu stellen.
Der erste Artikel zu dieser Gruppierung erschien 1915 und mangels überlieferter historischer Künstlernamen vergab er darin fünf grundlegende Notnamen, oft aus Motiv und Aufbewahrungsort des Werkes abgeleitet, zu denen in späteren Publikationen bis 1937 fünf weitere hinzukamen. Friedländers Absicht mit der Gruppenbezeichnung Antwerpener Manieristen einen Bogen zum italienischen Manierismus zu schlagen, speist sich aus unterschiedlichen Motiven, die heute neu diskutiert und bewertet werden müssen.

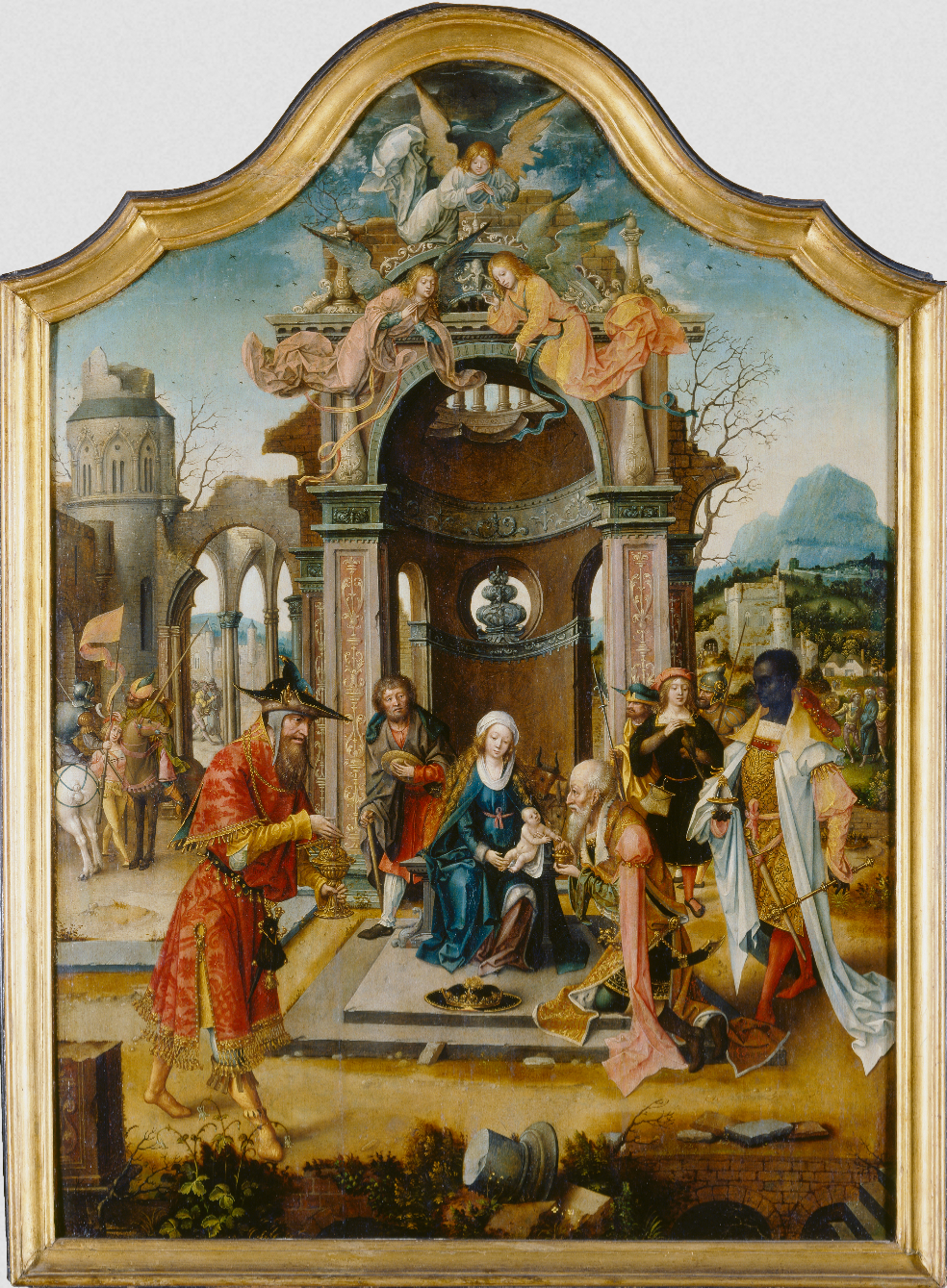
Meister der von Grooteschen Anbetung: Anbetung der Könige, Öl auf Holz, 1516–1519, Städel Museum

## Die Antwerpener Manieristen
- Pseudo-Bles, benannt nach einer als später hinzugefügt ausgewiesenen Signatur Henricus Blesius f. auf der Anbetung der Könige in der Alten Pinakothek in München.
- Meister der Mailänder Anbetung der Könige, benannt nach einem Triptychon mit der Anbetung der Könige in der Pinacoteca di Brera in Mailand
- Meister der von Grooteschen Anbetung, benannt nach dem aus der Sammlung von Groote kommenden heute im Städel Museum in Frankfurt aufbewahrten Triptychon der Anbetung der Könige
- Meister der Antwerpener Anbetung, benannt nach dem heute im Antwerpener Königlichen Museum der Schönen Künste bewahrten kleinen Triptychon mit der Anbetung der Könige, dem hl. Georg und der Hl. Margaretha
- Meister von 1518, benannt nach den Flügelgemälden des Antwerpener Retabels in der Marienkirche in Lübeck, auf denen die Jahreszahl 1518 aufgemalt ist
- Meister der Antwerpener Kreuzigung, benannt nach dem Bild einer Kreuzigung, heute im Antwerpener Museum Maagdenhuis
- Meister des Martyriums der zwei Heiligen Johannes
- Meister des Salomon-Triptychons
- Jan de Cock
- Jan de Beer
- Meister von Amiens